# Upeneus subvittatus
Upeneus subvittatus (Temminck & Schilegel, 1843) è un pesce appartenente alla famiglia Mullidae proveniente dall'oceano Pacifico.

## Descrizione
Presenta un corpo allungato e compresso ai lati che non supera i 24 cm.

## Distribuzione e habitat
È largamente diffuso vicino alle coste pacifiche dell'Asia orientale, in profondità di 10 metri o poco più.